# Atractodes turkuensis
Atractodes turkuensis là một loài tò vò trong họ Ichneumonidae.